# Veckopaketet
Veckopaketet (El Paquete Semanal) eller Paketet (El Paquete) är en samling med en terabyte digitalt material som sedan 2008 distribueras på den svarta marknaden på Kuba som ett substitut för Internet.
Det mest populära i paketet är TV-serier, såpoperor, musik och olagliga radannonser. Paketet innehåller även filmer, vidoklipp, spanska nyhetssidor, webbsidor om datorteknologi, instruktionsvideor och reklam för lokala Kubanska företag. De flesta köpare efterfrågar endast vissa delar av paketet, som kan kosta så lite som $1.
I början av 2015 var det fortfarande okänt vem som sammanställde materialet och varifrån det kom.